# 溶口乡
溶口乡，是中华人民共和国安徽省黄山市祁门县下辖的一个乡镇级行政单位。

## 行政区划
溶口乡下辖以下地区：
景石村、严潭村、大环村、溶光村、溶口村和奇岭村。

## 名胜古迹
溶口乡拥有1处黄山市文物保护单位：会源廊桥（古建筑，明，祁门县溶口乡奇岭村口）